# Stopp! (TV-serie)
Stopp! är en svensk barn-TV-serie som presenterats i fyra säsonger mellan 2017 och 2022. Serien är skapad av Jonathan Sjöberg och Oskar Gullstrand för SVT.

## Handling
Serien handlar om Klara (säsong 1) som kan stoppa tiden när hon inte får som hon vill.

### Säsong 2
I säsong 2 så får vi följa Maja som har samma förmåga.

### Säsong 3
I säsong 3 fortsätter vi lära känna Maja.

### Säsong 4
I säsong 4 tar Abbe över stopp-kraften och bjuder på nya äventyr.